# Comunità ebraica di Livorno

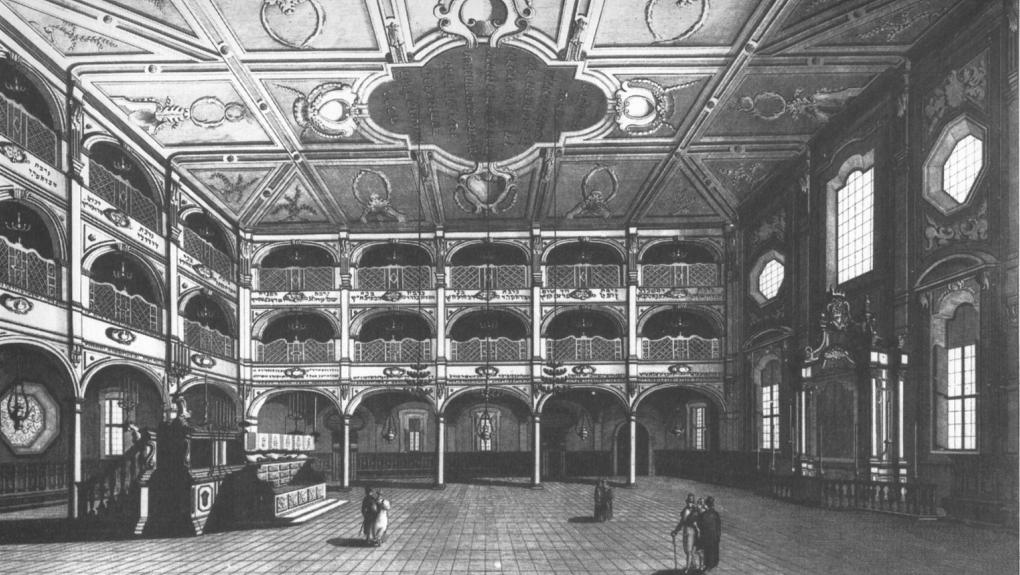
L'antico aspetto della Sinagoga vecchia di Livorno

La comunità ebraica di Livorno (in ladino e in giudeo-portoghese la città era chiamata Liorne o Liorna) era costituita, alla sua origine, prevalentemente da ebrei di origine portoghese/spagnola (sefarditi) che, fin dalla fondazione della città, costituiscono una componente importante della vita cittadina.

Oggi è una delle 21 comunità ebraiche italiane riunite nell'UCEI. Attuale presidente è Vittorio Mosseri.

## Storia

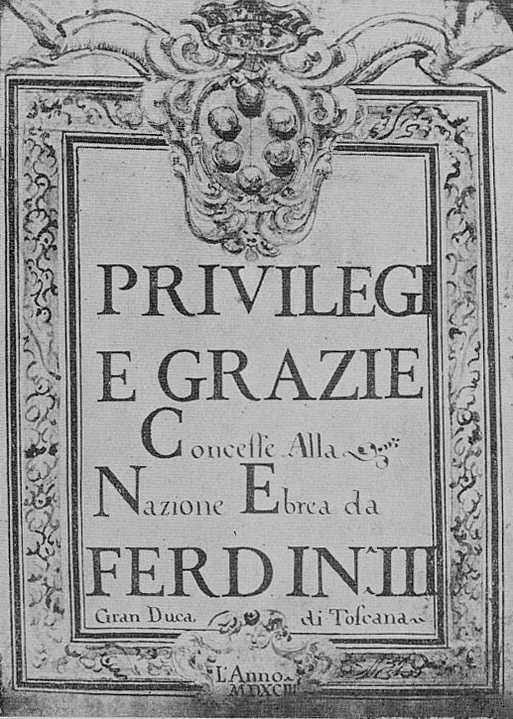
Privilegi e grazie concesse alla nazione ebrea da Ferdinando III

Le costituzioni livornine del 1591 e 1593  comprendevano agevolazioni in favore degli ebrei ispano-portoghesi che erano stati espulsi dalla penisola iberica alla fine del XV secolo (Marranos). Tali norme, finalizzate ad attirarne a Livorno il maggior numero possibile, erano state emanate appunto perché le loro capacità e le loro esperienze commerciali venivano giudicate utili allo sviluppo della città e riuscirono pienamente nel loro obiettivo.
Livorno, porto creato pressoché dal nulla, divenne in breve uno degli scali principali di tutto il Mediterraneo: il governo granducale aveva concesso a Livorno il privilegio di essere porto franco, al fine di favorire attività come il commercio di intermediazione e di deposito fra gli scali di Levante, le piazze d'Italia e del Nord Europa. In tale commercio gli Ebrei Livornesi si dedicarono con profitto. La nazione ebrea giunse a rappresentare circa il 10% della cittadinanza livornese.
Nel corso del XVIII secolo la situazione politico-economica nell'area Mediterranea subì profondi cambiamenti in conseguenza dei quali i traffici da e per il porto di Livorno si indirizzarono prevalentemente verso le sponde dell'Africa Settentrionale. Livorno divenne piazza di riferimento per gli scambi con i paesi del Maghreb, nei quali il commercio era in gran parte in mano agli ebrei, che importavano cereali, corallo, pellami, piume di struzzo, ed esportavano tessuti e manufatti vari. Dopo il 1830, anche per effetto dell'occupazione francese di Algeri, i traffici della città accentuarono il loro declino e con essi iniziò il declino della Nazione Ebrea di Livorno.

## I marrani
Era passato quasi un secolo dal decreto di Alhambra, che prevedeva l'espulsione degli ebrei spagnoli non convertiti. I provvedimenti antisemiti del re del Portogallo del 1496 furono più drastici di quelli spagnoli del 1492: si trattava di convertirsi o perire. Numerosissimi furono i convertiti in apparenza, i quali conservarono nel proprio seno la fede dei padri. L'inquisizione però perseguitava al pari degli eretici questi cristiani chiamati con disprezzo marrani (marranos).
Livorno offrì un luogo in cui, come scrive Gabriele Bedarida: "v'era garanzia per i marrani (o cripto-giudei) di praticare liberamente l'Ebraismo senza venir inquietati dall'inquisizione; v'era libertà di studiare e conseguire titoli accademici, di possedere beni immobili, di risiedere in quartiere aperto (a Livorno non vi fu mai ghetto), di stabilirsi in città e liberamente partirne con i propri beni, di stampare libri ebraici, di amministrare autonomamente la giustizia nelle cause fra ebrei. L'istituto della ballottazione, e cioè l'approvazione da parte dei massari della nazione dei nuovi arrivati che ne facevano richiesta, conferiva ipso facto la qualifica di suddito toscano e permetteva di fruire all'estero della protezione diplomatica. Ciò spiega il gran numero di ebrei in tutto il bacino del Mediterraneo che furono o sono tuttora registrati come 'livornesi'".

## La Nazione ebrea
La comunità ebraica prosperò per numero, per ricchezza, per importanza culturale, grazie appunto alla possibilità di occupazione che la città di Livorno nel XVI secolo riusciva ad offrire. La normativa speciale concessa dal Granduca di Toscana  non solo permise alla città di accogliere genti diverse per ragioni etniche o religiose ma anche di favorire la pacifica convivenza tra di esse che la resero una meta desiderabile per tante minoranze (chiamate "Nazioni"). In breve la "Nazione Ebrea"  divenne presto la più numerosa e la più importante dal punto di vista economico tra le comunità estere. A differenza delle altre Nazioni, quella ebrea è riconosciuta come suddita toscana a tutti gli effetti, pur avendo dei propri rappresentanti ed una sua giurisdizione separata con proprie leggi e propri magistrati, i massari, che esercitano l'applicazione del diritto secondo la legge mosaica e talmudica. La comunità era amministrata da una circoscritta oligarchia di dieci massari, nominati dallo stesso granduca, tra i sessanta membri ereditari. Tale situazione rimase sostanzialmente immutata fino al 1769, quando nonostante le proteste, la scelta della loro magistratura fu ampliata anche ad altre famiglie israelite come quelle di origine italiana, fino ad allora praticamente escluse.
Nonostante alcuni episodi di insofferenza da parte del popolo, gli ebrei a Livorno avevano grandissima libertà se si pensa che, unico esempio in Europa, non hanno mai avuto un ghetto chiuso, ma un proprio quartiere raccolto intorno alla sinagoga (i quattro canti degli ebrei).
Secondo alcune stime fatte in vari tempi si calcolò che verso il 1689 vi fossero a Livorno circa 5 000 israeliti, intorno al 1740 circa 9 000 e nel 1837 oltre 4 100 solo nel loro quartiere. Del resto la numerosa presenza della comunità è testimoniata anche dai vari cimiteri posseduti nei secoli (dietro il Pontino fino alla fine del XVII secolo, nell'area dell'attuale Istituto Tecnico Industriale di Via Galilei ove è sempre presente una lastra sepolcrale fino dal XIX secolo, sul viale Ippolito Nievo ed infine presso il cimitero della Cigna).

## Modifiche degli organi dirigenti nel Settecento
Una riforma emanata dal granduca Cosimo III del 1715 portò ad una trasformazione della struttura degli organi dirigenti della comunità  da una di tipo comunitario ad una di tipo aristocratico: essa riservava al Granduca il diritto di scegliere cinque massari, l'esecutivo, e le altre cariche della nazione. La riforma era stata sollecitata dal gruppo originario di origine portoghese che voleva conservare il suo predominio nella comunità e vedeva minacciato il suo predominio dall'affluenza di ebrei del nord Africa ed italiani.

## Riapertura delle cariche della nazione
L'epoca napoleonica introdusse una ventata di riforma anche nel regime interno della nazione. Anche dopo la Restaurazione del 1814 non fu possibile tornare alle antiche strutture ed a tutti i mercanti di qualunque origine fu permesso l'accesso alle cariche pubbliche della comunità.
L'antico predominio dell'elemento iberico tuttavia mantenne alcune sue forme. Tuttavia, la tradizione portoghese si mantenne nel rituale, rimasto invariato fino ad oggi, nella lingua, appunto il portoghese, che si parlò e si scrisse fino all'inizio del secolo scorso. In questa lingua venivano pubblicati, dalla tribuna della Sinagoga, i decreti dei massari e si tenevano i sermoni dei rabbini.
I massari disponevano della facoltà di comminare multe, scomunica ed esilio che la forza pubblica era tenuta a far eseguire, era volta ad assicurare:
- il culto con lo sfarzo che la tradizione spagnola ed il gusto del tempo richiedevano;
- la più ampia diffusione dell'istruzione (furono ebraici i primi istituti di educazione pubblica della città), ad assistere i bisognosi con una rete di opere di beneficenza pubbliche e private che assicuravano ai correligionari indigenti sussidi in denaro, biglietti di pane, abiti, cure mediche, etc.

Nel frattempo si accentuò la decadenza dell'importanza di Livorno nel commercio internazionale: dapprima con il blocco continentale di Napoleone, poi col venire meno dei traffici di deposito e di intermediazione, anche per effetto degli sconvolgimenti delle varie fasi della rivoluzione industriale (che avevano spostato l'attenzione dalla fase commerciale a quella della produzione dei beni). La comunità ebraica livornese decrebbe costantemente tra il XIX ed il XX secolo ed in quello attuale la propria importanza e la propria consistenza numerica, e quindi la funzionalità delle istituzioni.

## Studi ebraici

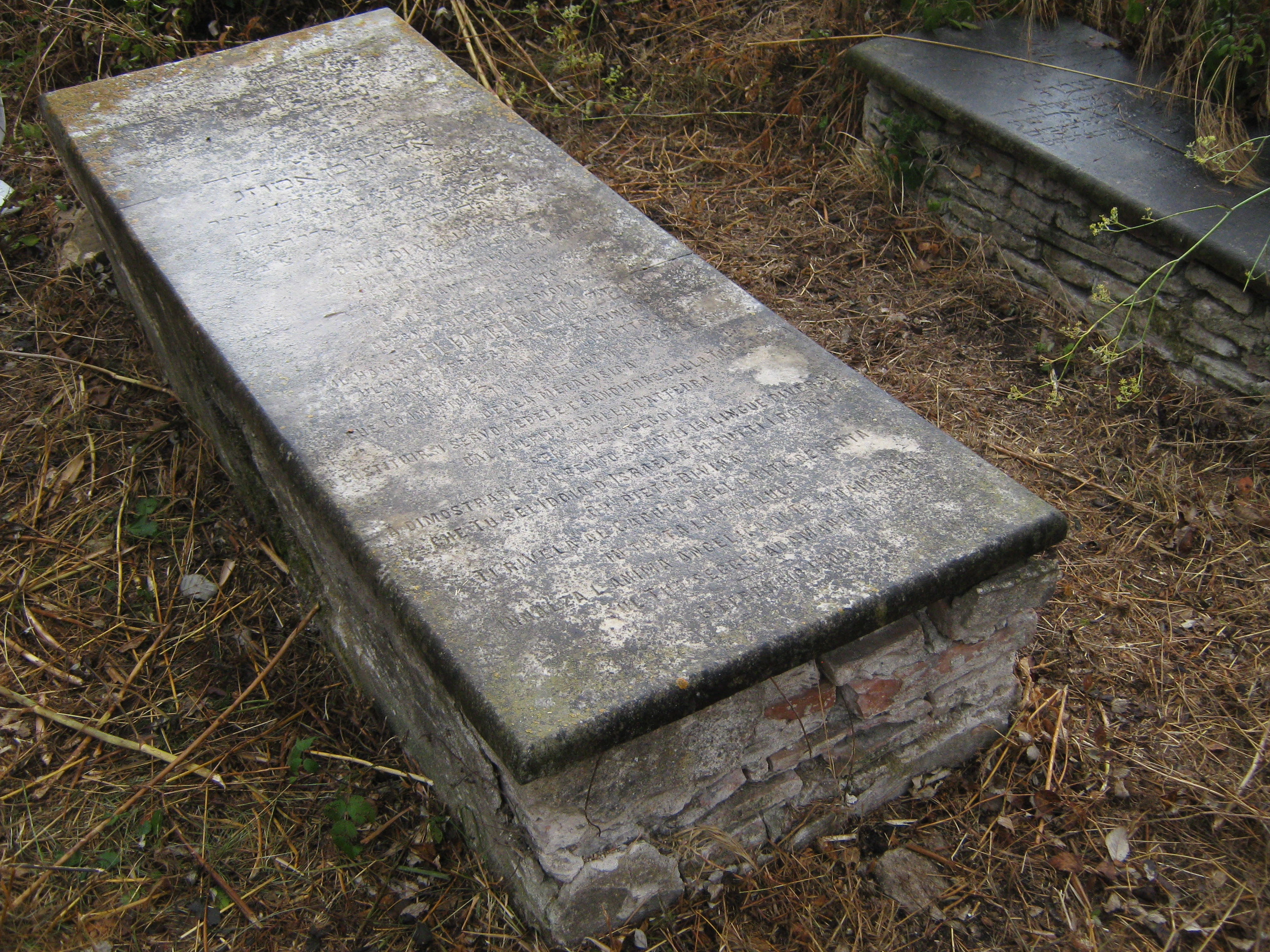
Tomba di Elia Benamozegh, a Livorno

Il clima di tolleranza e i privilegi di cui la comunità ebraica godeva favorirono la fioritura degli studi ebraici. In questo campo Livorno si affermò per almeno tre secoli come città ideale: rabbini e studiosi vi accorrevano e vi trovavano un ambiente favorevole, oltre che mecenati disposti ad aiutarli ed a finanziare studi e pubblicazioni, istituti d'istruzione ed accademie talmudiche, ognuna delle quali dotata di una biblioteca ben fornita.
Tra i rabbini di chiara fama che abitarono o soggiornarono a lungo a Livorno figurano, tra gli altri, Malachì Accoen, Abram Isaac Castello, Jacob Sasportas, David Nieto, Chaim Joseph David Azulai, Israel Costa, Elia Benamozegh, Alfredo Sabato Toaff e Giuseppe Laras. Accanto alla scuola del talmud e della torah fiorirono anche varie accademie talmudiche e letterarie private.

## Ventennio fascista e seconda guerra mondiale
Le persecuzioni operate dal regime fascista non risparmiarono la popolazione ebraica livornese, che dovette pagare prezzi durissimi in termini di vite umane e di sofferenze subite. Furono oltre un centinaio gli ebrei livornesi che sparsisi sul territorio toscano in cerca di rifugio, furono deportati, consegnati ai nazisti da fascisti italiani su delazione o identificati sulla base delle liste stilate dalla Questura. Meno d'una decina tornarono. Si salvarono invece fortunosamente dalla deportazione quasi tutti i bambini dell'orfanotrofio israelitico, la cui sede era stata spostata agli inizi del 1943 da Livorno a Sassetta.
I bombardamenti a cui Livorno fu sottoposta durante la seconda guerra mondiale, inoltre, provocarono la distruzione della sinagoga storica e di gran parte dei suoi preziosi arredi. I lavori per la nuova sinagoga vennero appaltati nel 1958; il progetto venne affidato all'architetto Angelo Di Castro di Roma, che ideò una grandiosa costruzione in cemento armato le cui forme sono ispirate alla tenda del deserto in ricordo dell'esodo. Al suo interno l'edificio contiene un'arca lignea barocca proveniente da Pesaro e due parati antichi. I cimeli salvatisi dalla distruzione durante la seconda guerra mondiale sono custoditi presso il museo ebraico di via Micali, al numero 21.

## Secondo dopoguerra e XXI secolo
Nell'immediato dopoguerra, la comunità ebraica di Livorno fu guidata dal rabbino Alfredo Sabato Toaff e da un consiglio di amministrazione guidato da Renzo Cabib. Dal 1960 la comunità ebbe come rabbino aggiunto Bruno Gershom Polacco.
La comunità ebraica di Livorno dette all'Italia il nuovo rabbino capo, Elio Toaff, nato proprio a Livorno e che in tale città aveva compiuto gli studi rabbinici.
La comunità ebraica livornese oggi conta circa 700 persone.

## Lingue usate
La comunità ebraica di Livorno usava:
- l'ebraico antico come lingua sacra,
- il portoghese come lingua ufficiale della comunità (sino all'epoca napoleonica);
- lo spagnolo sefardita come lingua di testi letterari ed epigrafi;
- l'italiano, come lingua dei rapporti con la società toscana,
- il bagito o bagitto un linguaggio misto giudeo-livornese, con una base prossima all'italiano (si veda la voce lingue giudeo-italiane), arricchito di componenti toscane, spagnole, portoghesi ed ebraiche, e addirittura tracce di greco ed yiddish, con una produzione anche letteraria che si è prolungata fino ai nostri giorni.

## Influenze sulla società

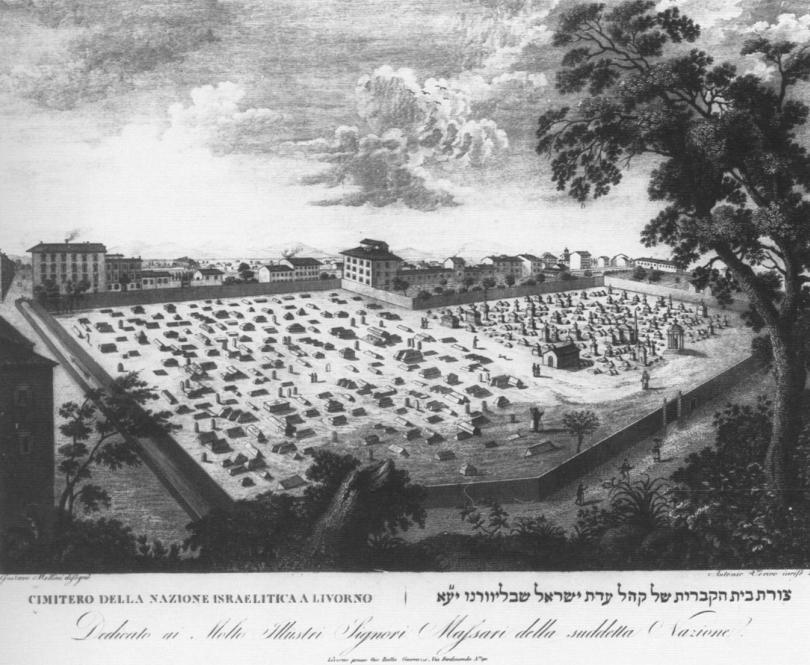
Il cimitero nuovo

La comunità ha influenzato, con alcuni suoi membri, le arti e la cultura, l'educazione e il teatro. Tra gli artisti vi furono Serafino De Tivoli, Vittorio Matteo Corcos, Ulvi Liegi ed Amedeo Modigliani. Furono educatori Carolina Nunes Vais, che fondò la prima scuola italiana a Tripoli, il docente universitario David Castelli e Sansone Uzielli. Tra i rabbini Alfredo Sabato Toaff, Elio Toaff, Elia Benamozegh e Sabato Morais, fondatore nel 1886 a New York del Jewish Theological Seminary. Vi furono i politici Giuseppe Emanuele Modigliani e Dario Cassuto, i commediografi Sabatino Lopez, Guido Bedarida e il commediografo e giornalista italo-egiziano di origine livornese Yaqub Sanu (noto anche come James Sanua o Giacomo Sanua). Altre personalità eminenti furono Moses Montefiore, Giuseppe Attias, Alessandro D'Ancona e Federigo Enriques.